# Уніау (Уїже)
Уніау Спорт Клубе ду Уїже або просто Уніау (порт. União Sport Clube do Uíge) — професіональний ангольський футбольний клуб з міста Уїже.

## Історія клубу
Клуб було засновано в 2011 році або, за іншими даними 24 травня 2012 року. Домашні матчі клуб проводить на стадіоні «Ештадіу 4 де Жанейру» в Уїже. Стадіон вміщує 5 000 глядачів, в той час як вказано у вимогах для професійної ліги — не менше 1500 глядачів.
Команда в 2013 році вийшла до вищої ліги Анголи. Однак, гра, яку клуб демонстрував протягом сезону була розчаруванням для керівництва «Уніау Спорт Клубе ду Уїже», тому головного тренера команди Мбіяванга Капела у вересні 2014 року було відправлено у відставку. Але під керівництвом нового тренера Жоакіма Муюмби клуб так і залишався в кінці на останньому 16-му місці, і змушений був повернутися назад до другого дивізіону (Гіра Анголи).

## Досягнення
На даний момент, клуб не має вагомих здобутків та титулів.

## Статистика виступів у чемпіонатах
| 2014 |
|      |
|      |
|      |
|      |
|      |
|      |
|      |
|      |
|      |
|      |
|      |
|      |
|      |
|      |
|      |
| 16   |

Примітка: Рейтинг пурпурового кольору означає, що клуб підвищився у класі та вилетів із турніру протягом одного й того ж року

## Відомі тренери
| Рожеріу Сімау    |                 | (2013) |                 |
| Моке Адеде Мото  |                 | -      | (травень 2014)  |
| Капела Мбіяванга | (травень 2014)  | -      | (вересень 2014) |
| Жоакім Муюмба    | (вересень 2014) | -      |                 |